# Euchromia horsfieldi
Euchromia horsfieldi är en fjärilsart som beskrevs av Moore 1859. Euchromia horsfieldi ingår i släktet Euchromia och familjen björnspinnare. Inga underarter finns listade i Catalogue of Life.